# 미차엘 우마냐
미차엘 우마냐(스페인어: Michael Umaña, 1982년 7월 16일 ~ )는 코스타리카의 전 축구 선수이다.

## 같이 보기
- A매치 100경기 이상 출전한 축구 선수 명단